# نقيض الهيدروجين

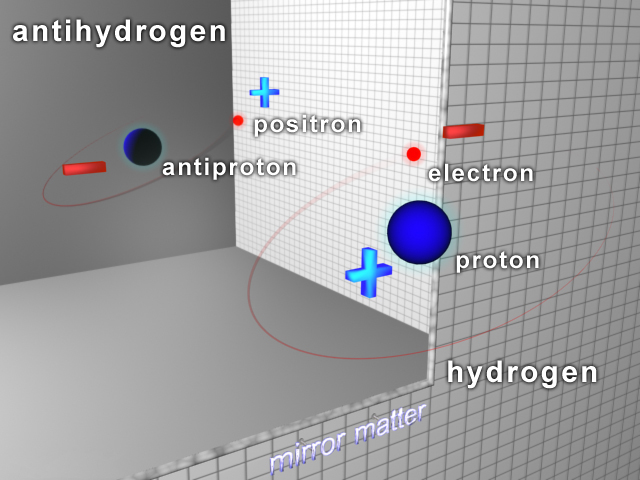
يتكون نقيض الهيدروجين من نقيض البروتون وبوزيترون.

نقيض الهيدروجين في الفيزياء النووية (بالإنجليزية: Antihydrogen) هو مادة مضادة أو نقيض المادة للهيدروجين. فبينما تتكون ذرة الهيدروجين من بروتون وإلكترون يتكون مضاد الهيدروجين من نقيض البروتون وبوزيترون. وقد نجح العلماء منذ عام 1995 في إنتاج نقيض الهيدروجين في تجارب معجلات الجسيمات. وحتى الآن فكان نقيض الهيدروجين المولد في معجل الجسيات ذو سرعة عالية مما يجعل إمكانية دراسته ضعيفة، إذ أنه سرعان ما يصطدم بالمادة العادية يُفنى. ولكن في نوفمبر عام 2010 و للمرة الأولى فقد أنتج مصادم الهدرونات الكبير الموجود بين سويسرا وفرنسا بالقرب من جينيف نقيض الهيدروجين ذو نسقات بسيطة و بطيئة حيث فيما بعد تم استطلاع محاصرته بواسطة فخ مغناطيسي لاجراء تمام الملاحظة على مكوناتها .
كما استطاع علماء سيرن حبس هذا النقيض لأكثر من 16 دقيقة.

## تاريخ إنتاج نقيض البروتون

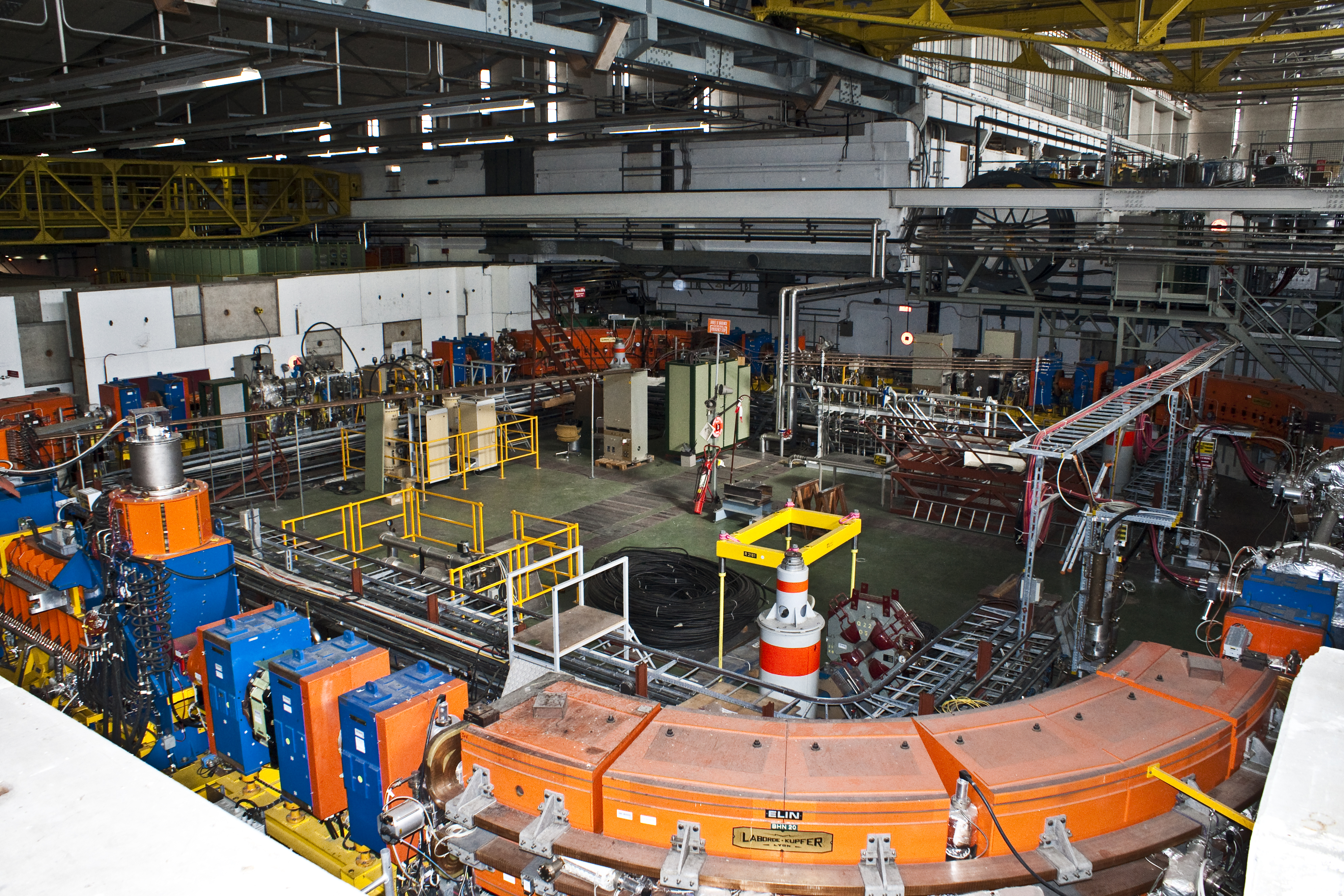
جهاز ليار LEAR في سيرن الذي أنتج ذرة نقيض الهيدروجين لأول مرة.

في نهاية عام 1995 نجحت إحدى المجموعات العلمية التي تعمل في مصادم الهدرونات الكبير القريب من جينيف في إنتاج مضاد الهيدروجين لأول مرة. وقامت مجموعة العلماء التي تعمل مع العالم الفيزيائي فالتر أولرت من مركز أبحاث يوليش بألمانيا بحجز نقيض البروتون كنواة مع بوزيترون. وأعادو تلك التجربة عدة مرات في السنوات التالية وعضضوا أنفسهم بعلماء من مكشاف مصادم فيرميلاب الأمريكي للتجربة.
يتكون الهيدروجين الطبيعي من ذرة تحوي جسيمين أوليين هما بروتون كنواة للذرة وإلكترون يحوم في غلافها. ويوجد لكل جسيم أولي مادة مضادة ويتصف بأن شحنته الكهربية تكون معكوسة. فالإلكترون له شحنة أولية سالبة، ونقيض الإلكترون وهو البوزيترون يحمل شحنة أولية موجبة.
ويظهر نقيض المادة في الطبيعة نادرا حيث أنه يتحول على الفور إلى طاقة بمجرد ملامسته للمادة العادية. فيوجدوا في معجلات الجسيمات بطريقة اصطناعية ويحتاج إنتاجهم إلى أجهزة علمية معقدة. ولذلك يعتبر من النجاحات الكبيرة للعلماء عندما يولدون اثنين من تلك الجسيمات المضادة والسماح لهما بالإتحاد لتكوين نقيض للمادة. ووالسؤال المهم هنا هو كيف تتصرف مثل تلك الذرات المضادة، وللإجابة على هذا السؤال لا يكون إلا بإجراء التجربة.
وقد قام كل من المركزين العلميين النوويين سيرن ومكشاف مصادم فيرميلاب بإنتاج نقيض المادة في صورة بجسيمات أولية ولكنها كانت «ساخنة» بمعني شديدة السرعة : فكانت تتحرك سريعا بحيث لا يمكن إجراء اختبارات عليه. وفي عام 2002 نجحت مجموعتان علميتان مكونتان من مختلف الدول في تشكيل جهازين تجريبييين يعملان على خفض سرعة نقيض البروتون وهما جهاز أتراب ATRAP وجهاز أثينا ATHENA. وتسابقت مجموعتي العلماء التي قاد أحدهما العالم رولف لانداو من سيرن لحجز أول نقيض للهيدروجين وسبقت تلك المجموعة اختها بعدة أسابيع. ثم نجح العلماء من حجز نقيض الهيدروجين في مصيدة مغناطيسية من نوع مصيدة إيوف المعدلة في درجة حرارة قريبة من الصفر المطلق بغرض إجراء الاختبارات عليه، وكان ذلك في نوفمبر 2010. وتوصلت إلى ذلك مجموعة العلماء العاملة مع جيفري هانجست الدي يشارك العمل في سيرن وهو من جامعة آرهوس بالدنمارك ونجحت في أجراء اختبارات على نقيض الهيدروجين لمدة 172 مللي ثانية.
وكان حجز مضاد الهيدروجين في مصيدة مهما لغرض خفض سرعته بواسطة تبريد بالليزر إلى درجة حرارة تبلغ عدة مللي كلفن أو حتى ميكرو كلفن ثم إجراء تحليل طيفي ليزري عالي التباين على نقيض الهيدروجين.
في مايو 2011، استطاع فريق ألفا في سيرن حجز نقيض الهيدروجين حوالى 1000 ثانية أو 17 دقيقة.
الغرض من إجراء التحليل الطيفي الليزري هو قياس خط الطيف 1S–2S-Linie بتباين عالي.وعن طريق تعيين هذا الخط بدقة في كل من الهيدروجين ومضاد الهيدروجين يمكن اختبار نظرية سي بي تي التي تعتبر أحد النظريات الأساسية في الفيزياء الحديثة.
والغرض الثاني هو اختبار نظرية الجاذبية. وحيث أن نقيض المادة يحمل طاقة موجبة/كتلة طبقا للنظرية النسبية العامة لأينشتاين فمن المتوقع أن نقيض المادة سيتعامل مع مجال الجاذبية بطريقة معهودة. ويمكن القيام بهذا الاختبار على نقيض الهيدروجين المتعادل كهربائيا بدرجة عالية من الدقة عن اختبار جسيمات أولية نقيضة تكون مشحونة مما يصعب إجراء الاختبار عليها. ولأجراء ذلك الاختبار فقد ابتكر جهاز يسمى أيجيس AEGIS
مقترنا بجهاز كبح نقيض البروتون في المنظمة الأوروبية للبحث النووي سيرن. ويوجد هذا الجهار حاليا في مرحلة الاستعداد.

## إنظر أيضاً
- تجربة أطلس
- تجربة أليس
- لولب مركب للميون
- معجل جسيمات
- معجل خطي
- مسرع دوراني تزامني
- تيفاترون